# B-relais

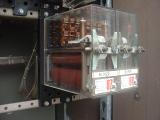
Twee B-relais

Een B-relais is een relais met een veiligheidsfunctie en heeft een hoge mate van betrouwbaarheid. B-relais zijn specifiek ontwikkeld voor de beveiliging van spoorwegen. Ze zijn onderdeel van de relaisbeveiligingen die gebruikt worden voor de elektromagnetische rijwegbeveiligingen, zoals de NX-beveiliging. Schakelingen met deze relais controleren of een gekozen rijweg niet door treinen is bezet en of er geen conflicterende rijwegen zijn.
Belangrijke eigenschappen van B-relais zijn dat ze gegarandeerd afvallen als de spoel spanningsloos is, en dat de verbreekcontacten (in het Engels "backcontact") open gaan voordat de maakcontacten ("frontcontact") gesloten worden.
B-relais worden ook wel veiligheidsrelais genoemd.

## Geschiedenis en ontwikkeling

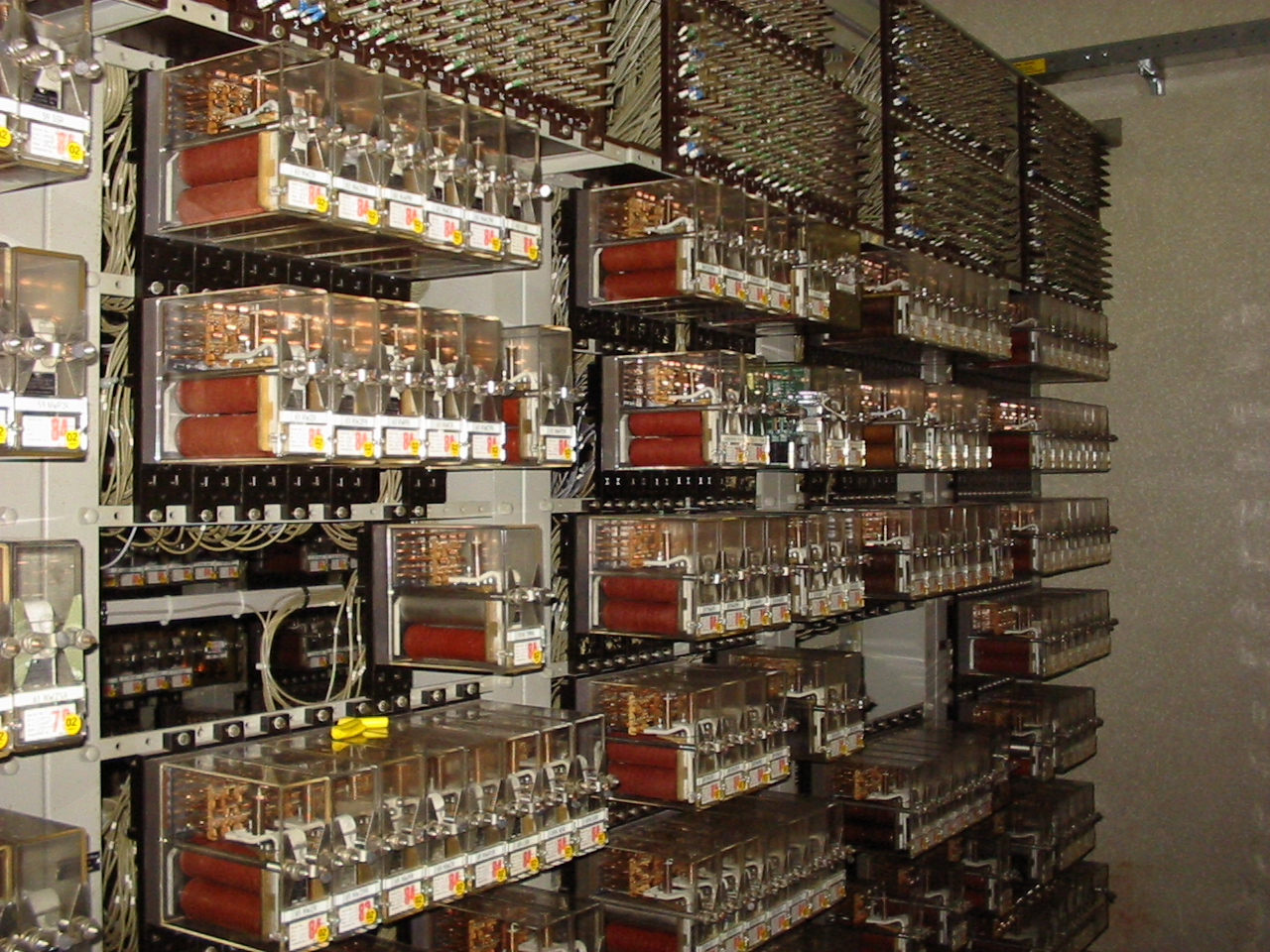
Een rek met B-relais in relaishuis Geldermalsen

Het B-relais is in de jaren 1930 ontwikkeld door de General Railway Signal Company (GRS), gevestigd in Rochester, New York in de Verenigde Staten. Dit bedrijf is inmiddels overgenomen door Alstom. In Nederland worden B-relais sinds 1947 toegepast in de treinbeveiliging. Er zijn nog steeds B-relais uit de begintijd in dienst. In Nederland werden B-relais in opdracht van de Spoorweg Sein Industrie (SSI) gefabriceerd door Philips Telecommunicatie Industrie (PTI) in Hilversum, later ook door Peek Traffic. Sinds de jaren 1990 worden ze gefabriceerd en gereviseerd door het Utrechtse bedrijf Nieaf-Smitt onder de merknaam Mors Smitt.
Hoewel er in de 21e eeuw diverse elektronische spoorwegbeveiligingssystemen in gebruik zijn worden er nog steeds relaisbeveiligingen gewijzigd en uitgebreid. De laatste nieuw gebouwde beveiligingsinstallatie met B-relais in Nederland was die van station Utrecht Centraal (gereed in 2016). De beveiliging van de vrije baan bestaat Nederland meestal uit schakelingen met  B-relais.

## Typen relais

### B-relais
Het meest gebruikte type B-relais is de 56001-783Gr1. Dit relais heeft twee spoelen die op 12V gelijkspanning werken, vier wisselcontacten ofwel hele contacten, twee maakcontacten en een verbreekcontact.

### De ATB codetransmitter
De ATB "codetransmitter" (CT) genereert de codespanning ofwel de pulsen voor ATB. Deze elektromechanische techniek wordt vervangen door elektronische apparatuur.

### Spoorrelais
Het spoorrelais (TR) maakt deel uit van een spoorstroomloop, en is "op" als een spoorsectie vrij is, en valt af als de spoorsectie bezet is door een trein.

### A-relais
A-relais werden gebruikt voor elektronische communicatiesystemen die relaishuizen die ver uit elkaar gelegen zijn met elkaar te koppelen. Quiktrol is een voorbeeld van zo'n communicatiesysteem. Emplacementen met één of meer relaishuizen voor de rijwegbeveiliging konden met dit systeem op afstanden bediend worden.
Door deze koppelingen was het mogelijk om de bediening van emplacementen meer te centraliseren, en op hetzelfde schaalniveau te brengen als de verkeersleiding. Deze typen relais zijn inmiddels vervangen door elektronische apparatuur.

### J-relais
J-relais werden gebruikt om de bediening van emplacementen te vereenvoudigen, zodat met een druk op twee knoppen alle wissels in de juiste stand gesteld konden worden en het juist sein bediend werd. J-relais worden ook stuurrelais genoemd.

### Overig
Sommige relais komen vertraagd op of vallen vertraagd af. Er zijn ook relais die geschikt zijn voor grote stromen.